# Lijst van nummer 1-hits in de UK Singles Chart in 2001
Deze hits stonden in 2001 op nummer 1 in de UK Singles Chart:
| Datum        | Artiest                                   | Titel                           |
| ------------ | ----------------------------------------- | ------------------------------- |
| 6 januari    | Bob the Builder                           | Can we fix it                   |
| 13 januari   | Rui da Silva & Cassandra                  | Touch me                        |
| 20 januari   | Jennifer Lopez                            | Love don't cost a thing         |
| 27 januari   | Limp Bizkit                               | Rollin'                         |
| 3 februari   | Limp Bizkit                               | Rollin'                         |
| 10 februari  | Atomic Kitten                             | Whole again                     |
| 17 februari  | Atomic Kitten                             | Whole again                     |
| 24 februari  | Atomic Kitten                             | Whole again                     |
| 3 maart      | Atomic Kitten                             | Whole again                     |
| 10 maart     | Shaggy & Rikrok                           | It wasn't me                    |
| 17 maart     | Westlife                                  | Uptown girl                     |
| 24 maart     | Hear'Say                                  | Pure and simple                 |
| 31 maart     | Hear'Say                                  | Pure and simple                 |
| 7 april      | Hear'Say                                  | Pure and simple                 |
| 14 april     | Emma Bunton                               | What took you so long           |
| 21 april     | Emma Bunton                               | What took you so long           |
| 28 april     | Destiny's Child                           | Survivor                        |
| 5 mei        | S Club 7                                  | Don't stop movin'               |
| 12 mei       | Geri Halliwell                            | It's raining men                |
| 19 mei       | Geri Halliwell                            | It's raining men                |
| 26 mei       | S Club 7                                  | Don't stop movin'               |
| 2 juni       | DJ Pied Piper & the Masters Of Ceremonies | Do you really like it           |
| 9 juni       | Shaggy & Rayvon                           | Angel                           |
| 16 juni      | Shaggy & Rayvon                           | Angel                           |
| 23 juni      | Shaggy & Rayvon                           | Angel                           |
| 30 juni      | Christina Aguilera, Lil' Kim, Mýa & P!nk  | Lady Marmalade                  |
| 7 juli       | Hear'Say                                  | The way to your love            |
| 14 juli      | Roger Sanchez                             | Another chance                  |
| 21 juli      | Robbie Williams                           | Eternity / The road to Mandalay |
| 28 juli      | Robbie Williams                           | Eternity / The road to Mandalay |
| 4 augustus   | Atomic Kitten                             | Eternal flame                   |
| 11 augustus  | Atomic Kitten                             | Eternal flame                   |
| 18 augustus  | So Solid Crew                             | 21 seconds                      |
| 25 augustus  | Five                                      | Let's dance                     |
| 1 september  | Five                                      | Let's dance                     |
| 8 september  | Blue                                      | Too close                       |
| 15 september | Bob the Builder                           | Mambo no. 5                     |
| 22 september | DJ Ötzi                                   | Hey baby (uhh, ahh)             |
| 29 september | Kylie                                     | Can't get you out of my head    |
| 6 oktober    | Kylie                                     | Can't get you out of my head    |
| 13 oktober   | Kylie                                     | Can't get you out of my head    |
| 20 oktober   | Afroman                                   | Because I got high              |
| 27 oktober   | Afroman                                   | Because I got high              |
| 3 november   | Afroman                                   | Because I got high              |
| 10 november  | Afroman                                   | Because I got high              |
| 17 november  | Westlife                                  | Queen of my heart               |
| 24 november  | Blue                                      | If you come back                |
| 1 december   | S Club 7                                  | Have you ever                   |
| 8 december   | Daniel Bedingfield                        | Gotta get thru this             |
| 15 december  | Daniel Bedingfield                        | Gotta get thru this             |
| 22 december  | Robbie Williams & Nicole Kidman           | Somethin' stupid                |
| 29 december  | Robbie Williams & Nicole Kidman           | Somethin' stupid                |

1952 ·
1953 ·
1954 ·
1955 ·
1956 ·
1957 ·
1958 ·
1959 ·
1960 ·
1961 ·
1962 ·
1963 ·
1964 ·
1965 ·
1966 ·
1967 ·
1968 ·
1969 ·
1970 ·
1971 ·
1972 ·
1973 ·
1974 ·
1975 ·
1976 ·
1977 ·
1978 ·
1979 ·
1980 ·
1981 ·
1982 ·
1983 ·
1984 ·
1985 ·
1986 ·
1987 ·
1988 ·
1989 ·
1990 ·
1991 ·
1992 ·
1993 ·
1994 ·
1995 ·
1996 ·
1997 ·
1998 ·
1999 ·
2000 ·
2001 ·
2002 ·
2003 ·
2004 ·
2005 ·
2006 ·
2007 ·
2008 ·
2009 ·
2010 ·
2011 ·
2012 ·
2013 ·
2014 ·
2015 ·
2016 ·
2017 ·
2018 ·
2019 ·
2020 ·
2021
- Nederland (Top 40)
- Nederland (Single Top 100)
- Nederland (3FM Mega Top 50)
- Vlaanderen (Radio 2 Top 30)
- Vlaanderen (Ultratop 50)
- Vlaanderen (Top 30 van Ultratop)
- Vlaanderen (De Afrekening)
- Wallonië
- Australië
- Denemarken
- Duitsland
- Frankrijk
- Italië
- Noorwegen
- Portugal
- Verenigd Koninkrijk
- Verenigde Staten (Hot 100)